# Mijake Siori
Mijake Siori (三宅 史織; Hepburn: Miyake Shiori) (Szapporo, 1995. október 13. –) japán válogatott női labdarúgó.

## Klub
2013 óta az INAC Kobe Leonessa csapatának játékosa, ahol 89 bajnoki mérkőzésen lépett pályára és 4 gólt szerzett.

## Nemzeti válogatott
A japán U17-es válogatott tagjaként részt vett a 2012-es U17-es világbajnokságon.
2013-ban debütált a japán válogatottban. A japán válogatott tagjaként részt vett a 2018-as Ázsia-kupán. A japán válogatottban 17 mérkőzést játszott.

## Statisztika
| Japán válogatott | Japán válogatott | Japán válogatott |
| Időszak          | Mérk.            | gól              |
| ---------------- | ---------------- | ---------------- |
| 2013             | 1                | 0                |
| 2014             | 0                | 0                |
| 2015             | 0                | 0                |
| 2016             | 0                | 0                |
| 2017             | 5                | 0                |
| 2018             | 11               | 0                |
| Összesen         | 17               | 0                |

## Sikerei, díjai
Japán válogatott
- Ázsia-kupa:  Arany; 2018

Klub
- Japán bajnokság: 2013

Egyéni
- Az év Japán csapatában: 2018